# هيفاء حديثة الخريشا
هيفاء تركي حديثة الخريشا سياسية أردنية ولدت عام 1980 عملت في العديد من المناصب الرفيعة في الأردن ودرست العلوم السياسية والدبلوماسية من جامعة العلوم التطبيقية الأردنية، ثم والماجستير في سياسات الشرق الأوسط في جامعة لندن.

## المناصب
عملت الخريشا مستشارة إقليمية للشرق الأوسط وشمال إفريقيا في منظمة التعاون الاقتصادي والتنمية (OECD) في فرنسا بين عامي 2006-2007، وشغلت العديد من المناصب في الديوان الملكي الهاشمي منها محلل سياسات في دائرة الشؤون الدولية خلال أعوام 2007 – 2015، وكذلك مدير دائرة الشؤون الدولية في بين عامي 2013- 2015. كذلك شغلت منصب نائب مدير الإدارة السياسية في مكتب الملك عبد الله الثاني من عام 2015 إلى 2018، ومديرة إدارة الشؤون السياسية. وشغلت منصب مستشارة الملك للسياسات، برتبة وزير اعتباراً من 8 أكتوبر 2020، خلفا لبشر الخصاونة بعد توليه منصب رئيس الوزراء.